# Малка пластика
Малка пластика или малка скулптура е жанр в скулптурата, обединяващ малки по обем произведения, най-често изработени от метал, порцелан, теракота, стъкло, камък и/или дърво. Малките пластики могат да бъдат фигурки с битов, хумористичен или сатиричен характер, портретни изображения, играчки, предмети с декоративна стойност. Малки пластики се изработват най-вече от професионални скулптори, но също и от занаятчии дърворезбари и грънчари.
Още в древността са изработвани малки пластики от глина, кост, камък, метал, с основно декоративно и ритуално предназначение (идолна пластика). Сред основните теми на малката пластика от древността е плодородието и свързаните с него пищни женски образи и подчертани детеродните им органи. Към древните малките пластики се причисляват също амулетите, каменните икони и оброчните плочки.
Характерни за малката пластика са изяществото и лаконичността на формата и композицията, ролята на детайла и вида обработка на материала.
Жанрът на малката пластика в България се развива сравнително късно, едва след Освобождението. До 1960-те години, когато жанрът добива широко разпространение, са единици творците, които работят в този жанр: Иван Лазаров, Анастас Дудулов, Янко Павлов. Почти всички съвременни български скулптори са експериментирали в областта на малката пластика, но по-подчертан интерес към жанра проявяват Валентин Старчев, Тодор Цонев, Георги Чапкънов, Ставри Калинов, Теню Пиндарев, Слава Петрова, Крум Дамянов, Галин Господинов Архив на оригинала от 2020-08-12 в Wayback Machine.